# 앤드루 윌슨 (배우)
앤드루 윌슨(Andrew Wilson, 1964년 8월 22일 ~ )은 미국의 배우 및 영화 감독이다.

## 출연 작품
- 배틀타임트랩: 초시공간여행 - 호퍼 역